# Claude Sabourin
Pour les articles homonymes, voir Sabourin.
Claude Sabourin, né le 9 octobre 1961, est un homme politique et enseignant québécois. Il est chef du Parti vert du Québec de novembre 2010 jusqu'à sa démission au cours du congrès de son parti en février 2013.

## Biographie
Claude Sabourin possède un baccalauréat en sciences politiques de l'Université du Québec à Montréal (UQAM). 

### Carrière politique
Il se joint au Parti vert en 2002 et est candidat de ce parti dans deux circonscriptions fédérales et trois provinciales. Président du parti provincial de 2004 à 2006, il écrit aussi un livre intitulé « Le Parti Vert: Pour une politique du 21e siècle ». Il travaille au sein du parti tout en enseignant à temps partiel au moment où il se présente à la chefferie.
Il est élu chef du Parti vert du Québec (PVQ) le 20 novembre 2010, finissant légèrement devant son adversaire Paul-André Martineau, alors président sortant du parti, lors du second tour. En janvier 2011, il en appelle à un moratoire au sujet de l'exploitation des gaz de schiste.
Le 24 février 2013, Claude Sabourin, alors chef du PVQ, démissionne au cours du congrès du parti qui se déroule au Collège de Maisonneuve, à Montréal, les 23 et 24 février 2013, quelques heures avant le dévoilement du résultat d'un vote de confiance. La démission de Sabourin intervient le deuxième jour du congrès. Quelques heures plus tard, Jean Cloutier est alors élu chef par intérim avec 51 % des voix au premier tour.

## Sources
- (en) Cet article est partiellement ou en totalité issu de l’article de Wikipédia en anglais intitulé « Claude Sabourin » (voir la liste des auteurs).
- (en)
- (en)
- (en)
- (fr) Sur Huffingtonpost